# Chelsea Training Ground
Il Chelsea Training Ground è il campo d'allenamento della prima squadra del Chelsea Football Club. Si trova a Cobham, nel Surrey.
Il Chelsea si trasferì in questo campo nel 2004, dopo la rivoluzione apportata da Roman Abramovich. Prima di allora, la squadra si allenava in un apposito centro a Harlington (Londra), che nel 2005 fu rilevato dai concittadini del Queens Park Rangers. Nel 2007, il campo fu sottoposto ad un ulteriore ampliamento.